# كوري بيري
كوري بيري هو لاعب هوكي الجليد كندي، ولد في 16 مايو 1985 في تيميسكيمينج شورز في كندا.

## وصلات خارجية
- كوري بيري على موقع دوري الهوكي الوطني (الإنجليزية)
- كوري بيري على موقع قاعة مشاهير الهوكي (لاعب أن.إتش.أل) (الإنجليزية)
- كوري بيري على موقع EliteProspects.com (الإنجليزية)
- كوري بيري على موقع HockeyDB.com (الإنجليزية)
- كوري بيري على موقع Hockey-Reference.com (الإنجليزية)
- كوري بيري على موقع أوليمبيديا (الإنجليزية)